# Chaos (serial telewizyjny)
Chaos (2011) – amerykański serial komediowo-dramatyczny stworzony przez Toma Spezialy’ego oraz zrealizowany przez 20th Century Fox Television i Rat Television.
Premiera serialu odbyła się w Stanach Zjednoczonych 1 kwietnia 2011 na amerykańskim kanale CBS, a po raz ostatni został emitowany do 16 lipca 2011.

## Fabuła
Serial opisuje perypetie Ricka Martineza (Freddy Rodríguez) oraz agentów CIA – Billy’ego Collinsa (James Murray), Caseya Malicka (Tim Blake Nelson) i Michaela Dorseta (Eric Close), którzy codziennie walczą z biurokracją, niekompetencją i nieudolnością polityków.

## Obsada
- Freddy Rodríguez jako  Rick Martinez
- Christina Cole jako  Adele Ferrer
- Carmen Ejogo jako  Fay Carson
- James Murray jako Billy Collins
- Tim Blake Nelson jako Casey Malick
- Eric Close jako Michael Dorset
- Kurtwood Smith jako H. J. Higgins

## Odcinki
| №  | Nr | Tytuł             | Reżyseria          | Scenariusz                     | Premiera (CBS)   |
| -- | -- | ----------------- | ------------------ | ------------------------------ | ---------------- |
| 1  | 1  | Pilot             | Brett Ratner       | Tom Spezialy                   | 1 kwietnia 2011  |
| 2  | 2  | Song of the North | Ron Underwood      | Jace Richdale                  | 8 kwietnia 2011  |
| 3  | 3  | Love and Rockets  | Ron Underwood      | Matt Ward i David Gerken       | 15 kwietnia 2011 |
| 4  | 4  | Two Percent       | Jeff Melman        | Chris Dingess                  | 28 maja 2011     |
| 5  | 5  | Molé              | Bryan Spicer       | Tom Spezialy i Bruce Zimmerman | 28 maja 2011     |
| 6  | 6  | Eaten by Wolves   | Bryan Spicer       | Katie Ford                     | 4 czerwca 2011   |
| 7  | 7  | Remote Control    | Fred Gerber        | Katie Ford i Vivian Lee        | 11 czerwca 2011  |
| 8  | 8  | Core Fortitude    | David Straiton     | Tom Spezialy                   | 18 czerwca 2011  |
| 9  | 9  | Defending Sophia  | Fred Gerber        | Chris Black i Bruce Zimmerman  | 25 czerwca 2011  |
| 10 | 10 | Glory Days        | Sarah Pia Anderson | Michele Fazekas i Tara Butters | 25 czerwca 2011  |
| 11 | 11 | Deep Cover Band   | Ed Scott           | Dan E. Fesman                  | 2 lipca 2011     |
| 12 | 12 | Mincemeat         | Ron Underwood      | Ed Zuckerman                   | 9 lipca 2011     |
| 13 | 13 | Proof of Life     | Jerry Lavine       | Chris Black i Ed Zimmerman     | 16 lipca 2011    |